# Adam (pel·lícula del 2019)
Adam (àrab: آدم, Ādam) és una pel·lícula dramàtica marroquina de 2019 dirigida per Maryam Touzani. Aquesta pel·lícula ha estat doblada al català.

## Trama
Samia és una jove mare soltera embarassada que busca feina i és acollida per una fornera vídua anomenada Abla. La pel·lícula es va inspirar en una situació similar que va experimentar Touzani quan els seus pares van acollir una embarassada a Tànger durant diversos dies en un moment en què estar embarassada sent soltera era il·legal al Marroc.

## Repartiment
- Lubna Azabal com a Abla
- Nissrine Erradi com Samia
- Douae Belkhaouda com Warda
- Aziz Hattab com Slimani
- Hasnaa Tamtaoui com Rkia

## Rebuda
Es va projectar a la secció Un certain regard del Festival de Cinema de Cannes 2019. Va ser seleccionada com l'aposta marroquina al Millor Llargmetratge Internacional als noranta-dosens Premis de l'Acadèmia, però no va ser nominada.